# Eleonora Sears

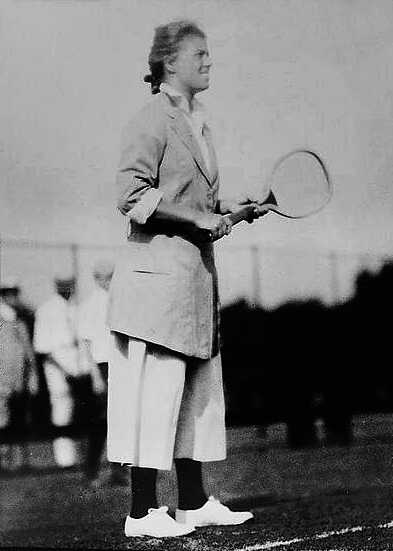
Eleonora Sears

Eleonora "Eleo" Randolph Sears, född 28 september 1881, Boston, Massachusetts, USA, 16 mars 1968, var en amerikansk högerhänt tennisspelare.

## Tenniskarriären
Eleo Sears rankades som en av USA:s 10 bästa spelare åren 1914 och 1916. Som bäst rankades hon på sjätte plats (1914).
År 1912 nådde hon första och enda gången under karriären singelfinalen i Amerikanska mästerskapen. Hon mötte där landsmaninnan Mary Browne som vann med 6-4 6-2. Browne tog därmed sin första av tre konsekutiva singeltitlar i mästerskapen. 
Åren 1911 och 1915 vann Sears dubbeltiteln i Amerikanska mästerskapen tillsammans med Hazel Hotchkiss Wightman. De två följande åren upprepade hon bedriften, nu tillsammans med norsk-amerikanskan Molla Mallory. 

## Spelaren och personen
Eleonora Sears var allmänt idrottsintresserad och utövade vid sidan av tennisen flera andra idrotter. Hon var ryttare, golfspelare och utövade gångsport. Hon behöll sin goda kondition upp i hög ålder. 
Hennes pappa var Fred Sears som tillsammans med läkaren James Dwight år 1874 var bland de allra första som spelade det nya spelet lawn-tennis i USA. Hennes farbror, Richard Sears, tränad av Dwight, blev den första (senare sjufaldig) singelmästaren i Amerikanska tennismästerskapen. 
Eleonora Sears upptogs år 1968 i the International Tennis Hall of Fame.

## Grand Slam-titlar
- Amerikanska mästerskapen
  - Dubbel - 1911, 1915, 1916, 1917
  - Mixed dubbel - 1916